# Francouzské Maroko
Francouzské Maroko, oficiálním názvem Francouzský protektorát v Maroku (francouzsky Protectorat français au Maroc), bylo kolonií-protektorátem Francie v centrální části území dnešního Maroka. Bylo součástí Francouzské severní Afriky, spolu s francouzským Alžírskem a francouzským protektorátem Tunisko a v širším měřítku francouzské koloniální říše.
Ustanoveno bylo 30. dubna 1912, kdy byla podepsána Dohoda z Fezu, ve které marocký sultán Abdelhafid předal vládu a moc nad svou zemí Francii a Španělsku, které zde zřídily své protektoráty. Francie si přisvojila většinu Maroka a Španělsko za svůj protektorát prohlásilo středomořské pobřeží. 2. března 1956 získalo Francouzské Maroko nezávislost na Francii.

### Související hesla
- První marocká krize
- Druhá marocká krize
- Dějiny Maroka